# Prónay Gábor (politikus)
Báró tótprónai és blatnicai Prónay Gábor (Besztercebánya, 1812. április 1. – Firenze, 1875. április 1.) hivatalnok, képviselő, író, a Magyarországi Evangélikus Egyház egyetemes felügyelője, a Magyar Tudományos Akadémia tagja.

## Élete
Prónay József és Kubinyi Rozália gyermeke. A közigazgatásban kezdte pályáját. 1839-40-ben már Turóc vármegye követe, s szabadelvű beszédeivel keltett nagy feltűnést. A szabadságharc alatt a főrendiház tagja, de nem költözött a parlamenttel Debrecenbe. Az önkényuralom idején Thun osztrák miniszter elleni ellenállásban vett részt, valamint kulturális és közgazdasági tevékenységet folytatott. Később Deák Ferenc mellett is kiállt, aki mellett haláláig ki is tartott. Az 50-es, 60-as években az európai sajtóban munkálkodott. 1861-ben a Magyarországi Evangélikus Egyház egyetemes felügyelőjévé választották, ezt a tisztségét másfél évtizeden keresztül, egészen haláláig töltötte be.

## Művei
- Ansichten eines Constitutionellen in Ungarn (1850)
- Vázlatok Magyarhon népéletéből (1855) Online; Németül
- Das kaiserliche und königliche Patent von 1859, als Mystifikation in Ungarn (1860)

## Emlékezete
- Haberern Jonathan: Báró Prónay Gábor emléke

## Családja
Felesége Podmaniczky Karolina volt.
Később híressé lett gyermeke Prónay Dezső báró.